# Clinolabus melanocoryphus
Clinolabus melanocoryphus es una especie de coleóptero de la familia Attelabidae.

## Distribución geográfica
Habita en Argentina, Brasil y la Guayana Francesa.